# Bremhof

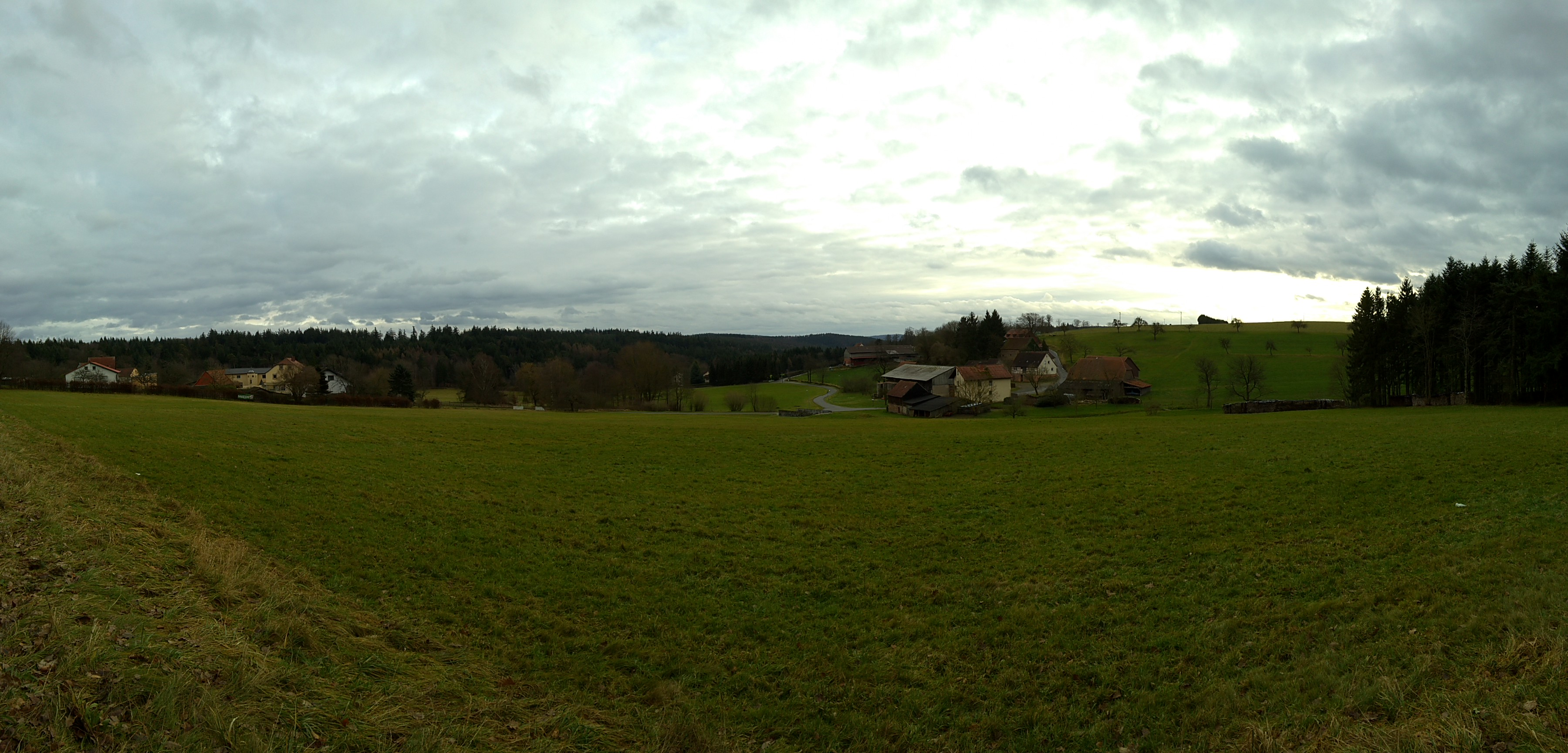
Panorama des Weilers

Bremhof ist ein Weiler im Stadtteil Vielbrunn der Stadt Michelstadt im Odenwaldkreis in Hessen. Der Weiler besteht aus 14 bewohnten Häusern, einem Restaurant und zwei Bauernhöfen.

## Geographische Lage
Bremhof liegt im Norden der Rodungsinsel der Gemarkung Vielbrunn im Quellgebiet des Ohrenbachs. Bremhof und der jenseits des nahen Waldgürtels an der Gemarkungs- und Landesgrenze gelegene Weiler Brunnthal sind die am weitesten nördlich und östlich gelegenen Siedlungen des Michelstädter Stadtgebiets. Etwa zweieinhalb Kilometer nordwestlich des Weilers Bremhof liegt das ehemalige Munitionslager Hainhaus und weniger als zwei Kilometer westlich lag das Kastell Hainhaus, ein Numeruskastell der älteren Odenwaldlinie des Neckar-Odenwald-Limes.
Nur wenige Kilometer östlich des Weilers verläuft die Landesgrenze zwischen Hessen und Bayern. Die am Weiler vorbeiführende Kreisstraße 94 verläuft weiter nach Osten an den Main zum unterfränkischen Laudenbach im Landkreis Miltenberg.

## Geschichte
Nördlich des Weilers zwischen Bremhof und Haingrund liegt ein Hügelgrab, welches eventuell bereits aus der Zeit der Schnurkeramik stammt und somit erste Siedlungen in der Umgebung während der Jungsteinzeit vermuten lässt. Zu römischer Zeit der älteren Odenwaldlinie lag die spätere Rodungsinsel östlich des Limes, um mit der Vorverlegung des Limes an den Main etwa 50 Jahre später in den Bereich römischer Herrschaft zu kommen. In diese Zeit gehört wahrscheinlich das drei Kilometer  südöstlich gelegene Erdwerk Ohrenbacher Schanze.
Der heutige Weiler Bremhof wurde schon 1012 unter dem Namen „Brambuch“ erwähnt. Dieser leitet sich von dem Bach Branbach her, welcher einen alten Grenzverlauf des Odenwälder Bannforstes darstellt. Durch die Zisterzienserabtei Bronnbach wurde aus dem Weiler Brambuch (Bremhof) ein Klosterhof (Grangie), welcher später jedoch wieder aufgegeben wurde. Im Jahre 1755 wurde das Gut von einem Sebastian Herbert geführt, nach dem der Bremhof auch als Baschtelshof benannt wurde, wobei Baschtel als eine Abwandlung von Sebastian gesehen wird.
Interessanterweise war die Siedlung 1787 verwaltungsmäßig zweigeteilt: ein Teil gehörte zur Grafschaft Erbach-Schönberg, Herrschaft Breuberg, die andere Hälfte zum Fürstentum Löwenstein-Wertheim-Rochefort in der Cent Lützelbach. 1806 kam der Weiler zum Großherzogtum Hessen.

## Verkehr und Infrastruktur
Im Weiler stehen mehrere Gebäude unter Denkmalschutz:
- Ein Wohnhaus in einer großen Hofreite hat am Keller die Jahreszahl 1789 eingemeisselt. Dazu gehören Ställe, eine Wagenhalle mit Speicher und eine Schafscheuer. Nordöstlich der großen Hofreite befinden sich Reste einer ehemals viel längeren Stellsteinreihe sowie ein Sandsteinbrunnen in großer rechteckiger Hauptwanne mit profilierter Einfassung und einem Viehtrog.
- Das ehemalige Jagdhaus mit Backhaus und Ställen aus der Mitte des 19. Jahrhunderts ist restauriert und befindet sich oberhalb der großen Hofreite.
- Am Weg in nordöstlicher Richtung befindet sich eine Laufbrunnen mit Sandsteinwanne aus dem 19. Jahrhundert, der Pfeilerstock ist möglicherweise jünger und weist neben einem Rundbogenornament eine pyramidenförmige Bekrönung auf.[4]

Bremhof ist über die Kreisstraße K94 und die Landesstraße 3349 nach Süden mit der Gemeinde Vielbrunn und nach Norden mit Lützelbach verbunden. Zur Einkehr existiert eine Speise- und Vesperstube.
Auf dem Weg zwischen Bremhof und der Geyersmühle befindet sich das 1905 gebaute und 1969 stillgelegte Wasserwerk Vielbrunn im Bereich der ehemaligen Hangenmühle. Das in der Art des Jugendstils gebaute historische Wasserwerk mit einem pompösen Portikus besitzt im Inneren ein noch vollständig erhaltenes Peltonrad-Pumpwerk.

## Bildergalerie

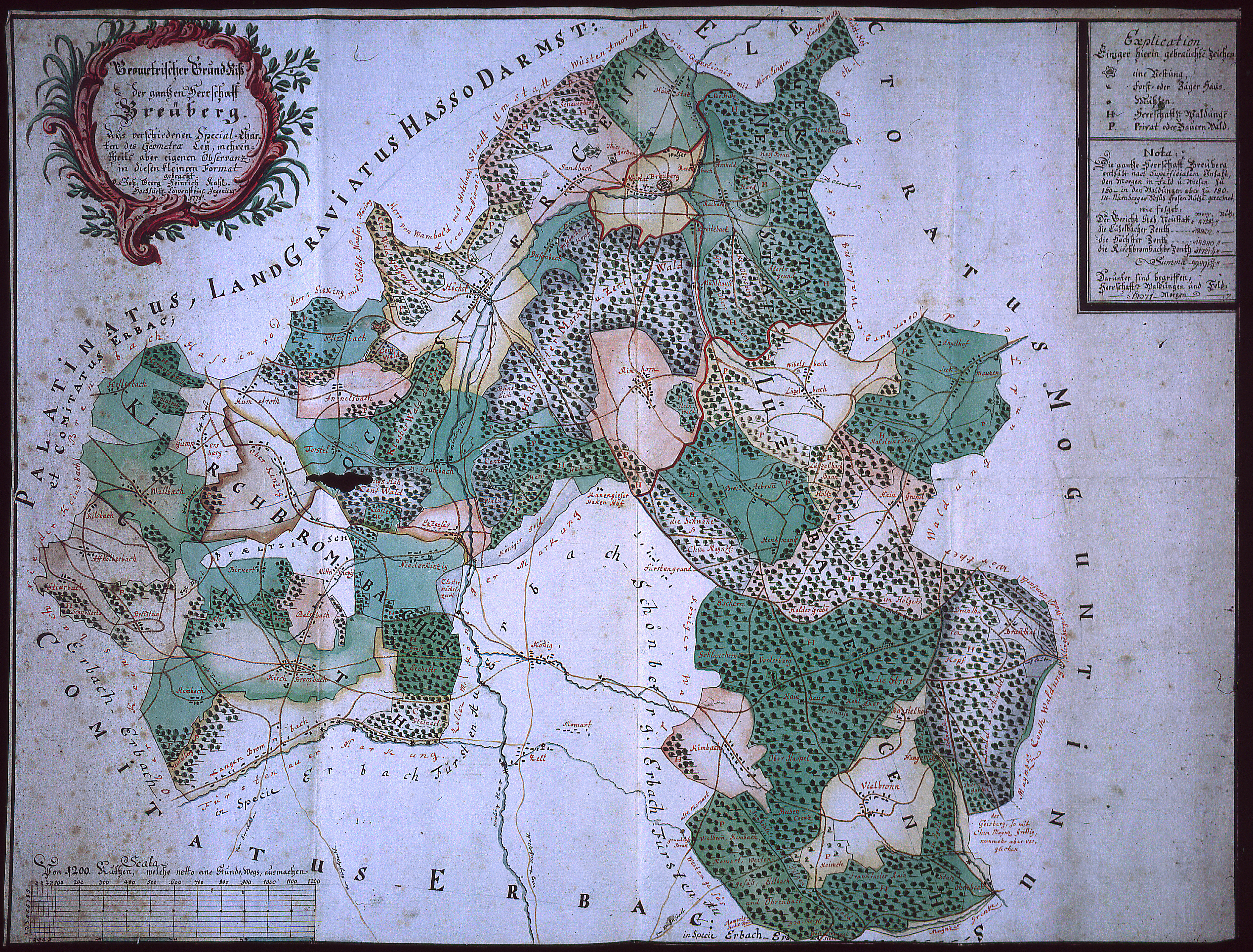
Karte von 1779
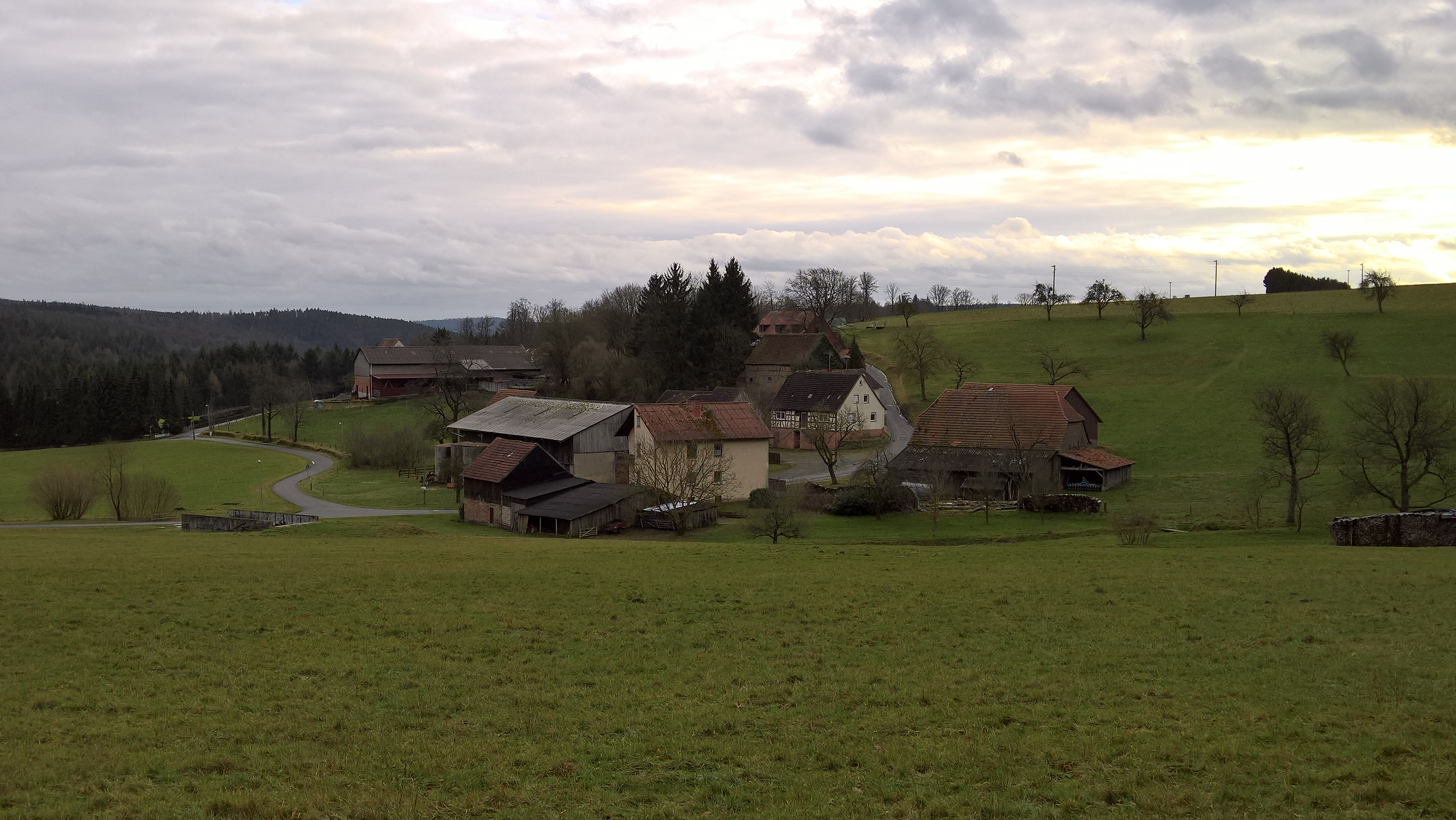
Bremhof (2017)
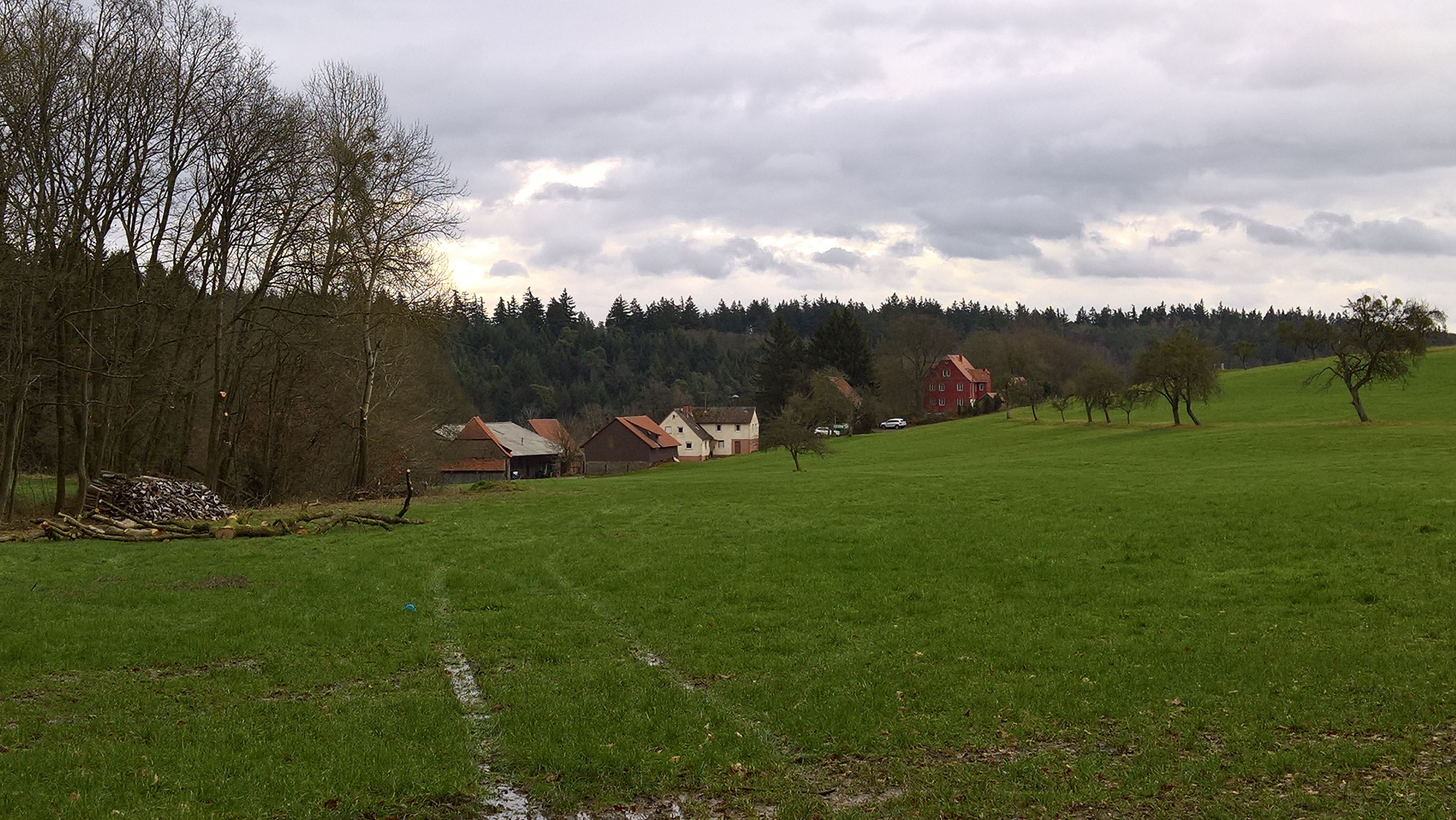
Bremhof (2017)
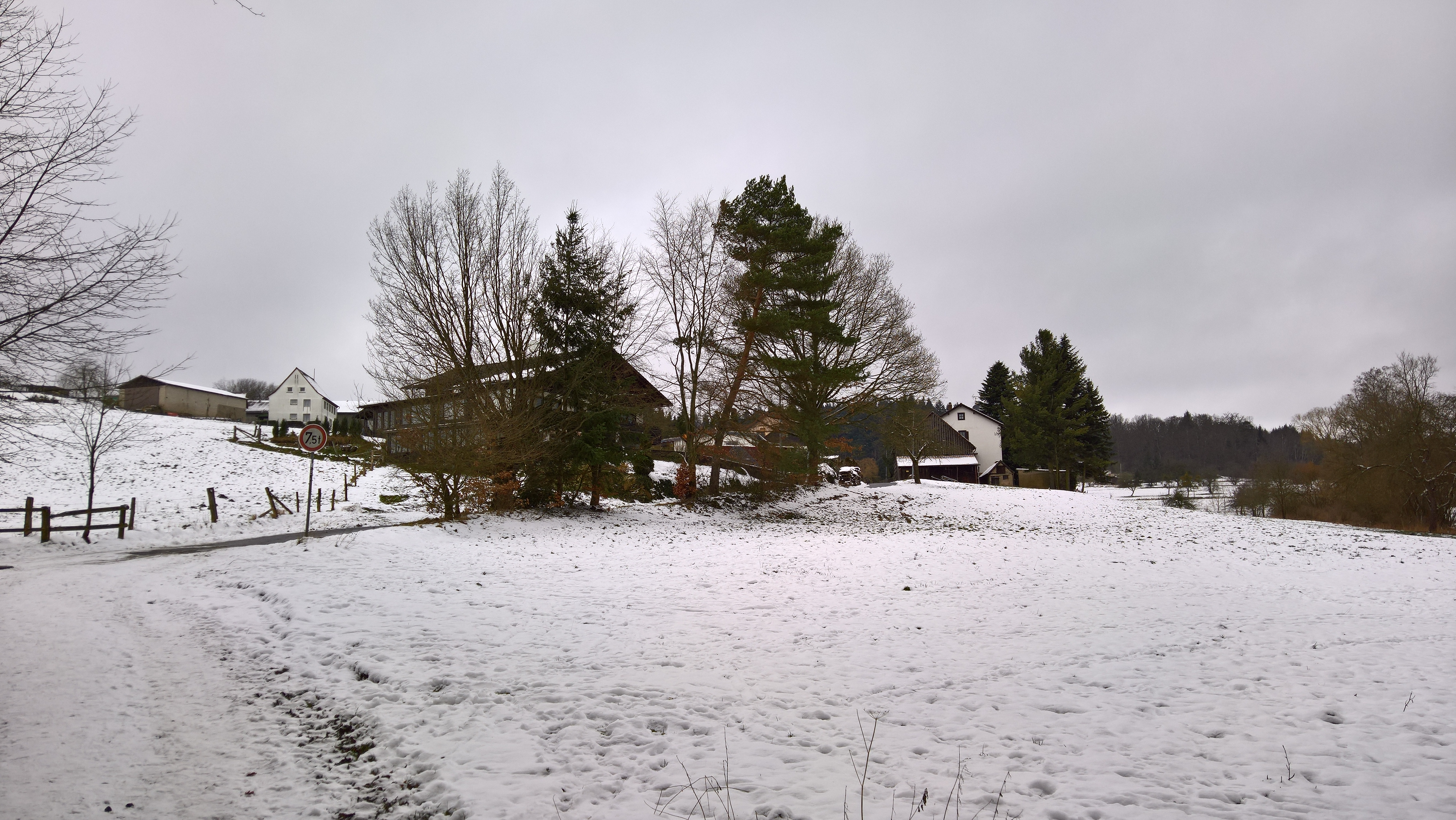
Bremhof (2018)